# Šinobu Ikeda
Šinobu Ikeda (japonsko 池田 司信), japonski nogometaš in trener, * 5. januar 1962.
Za japonsko reprezentanco je odigral eno uradno tekmo.